# Antonio Frasconi
Antonio Frasconi (* 28. April 1919 in Montevideo, Uruguay; † 8. Januar 2013 in Norwalk, Connecticut, USA) war ein uruguayisch-US-amerikanischer Künstler, Lehrer und Autor, der für seine Holzschnitte, Künstler- und Kinderbücher bekannt war. Er galt als einer der bedeutendsten Holzschneider seiner Zeit in Amerika.

## Leben
Antonio Frasconi wurde als Sohn italienischer Einwanderer geboren. Sein Vater Franco Frasconi war Koch, seine Mutter Armida Carbonia Frasconi arbeitete in der Gastronomie und als Schneiderin. Schon früh interessierte er sich für Kunst und Literatur. Er studierte am Círculo de Bellas Artes in Montevideo, entschied sich aber im Alter von zwölf Jahren für eine Druckerlehre, da er keine Lust hatte, fremde Werke zu kopieren. Schon als Jugendlicher veröffentlichte er politisch linksgerichtete Illustrationen. Wichtige künstlerische Einflüsse waren Gustave Doré, Francisco de Goya und Paul Gauguin, insbesondere dessen Holzschnitte. Frasconi griff in seinen Werken häufig soziale und politische Themen auf.
1945 erhält Antonio Frasconi ein einjähriges Stipendium an der Art Students League of New York. 1946 werden seine Werke im Brooklyn Museum und später im Santa Barbara Museum in Kalifornien ausgestellt. 1948 hatte er seine erste Galerieausstellung in der Weyhe Gallery in New York und begann an der New School zu studieren, wo er später auch unterrichtete. 1951 heiratete er die Künstlerin Leona Pierce. Das Paar hatte zwei Söhne, Pablo und Miguel. 1957 zog die Familie nach Norwalk, Connecticut, wo sie dauerhaft lebte.
Antonio Frasconi arbeitete sowohl an einzelnen Holzschnitten als auch an Künstler- und Kinderbüchern. Seine Holzschnitte erschienen oft in kleinen Auflagen und behandelten häufig politische Themen, den Alltag der Arbeiter und die Landschaft um Norwalk. Internationale Anerkennung erlangte er unter anderem durch seine Teilnahme an der Biennale von Venedig 1968 als Vertreter Uruguays. 1955 schrieb und illustrierte Antonio Frasconi das Kinderbuch See and Say: A Picturebook in Four Languages (Englisch, Französisch, Italienisch, Spanisch), um seinen Kindern eine mehrsprachige Lektüre zu bieten. Sein wichtigstes Künstlerbuch ist Los Desaparecidos (Die Verschwundenen), an dem er von 1973 bis 1985 arbeitete. Es handelt von den Opfern der Militärdiktatur in Uruguay. Weitere Werke sind Known Fables, Kaleidoscope in Woodcuts, Against the Grain: The Woodcuts of Antonio Frasconi und The Face of Edgar Allan Poe. Zu seinen bekanntesten Werken zählen Illustrationen zu Gedichten von Walt Whitman und Federico García Lorca.
In einem Interview mit dem Time Magazine beschrieb Frasconi 1963 die Arbeit mit Holz als Dialog zwischen Künstler und Material: Man müsse die Maserung respektieren und sich ihr anpassen, um den Ausdruck des Werkes zu finden.
Antonio Frasconis Werke befinden sich in zahlreichen internationalen Sammlungen, darunter das Museo Nacional de Artes Visuales in Uruguay, die Bibliothèque nationale de France in Paris, das Metropolitan Museum of Art, das Museum of Modern Art, die New York Public Library, die National Gallery of Art, die Smithsonian Institution und die National Portrait Gallery.